# Azuma (sopka)
Sopka Azuma (japonsky: 吾妻山 [Azuma-jama/Azuma-san]) je geologicky činné  stratovulkanické pohoří, nacházející se v ústřední části ostrova Honšú, západně od města Fukušima, a severně od sopky Adatara. Komplex je tvořen několika překrývajícími se stratovulkány, štítovými vulkány, lávovými dómy a struskovými kužely, ležícími na starších, třetihorních usazeninách a granodioritech.
Vulkanická aktivita se během vývoje přesouvala na východ (severovýchod), posledně činný byl kužel Issaikjó (japonsky: 一切経山 [Issaikjózan]) na severním okraji celku v roce 2008. Kráter Azuma-Kofudži (japonsky: 吾妻小富士) a přilehlé fumarolické pole na vrcholu tohoto stratovulkánu jsou oblíbenými turistickými destinacemi.